# 瑞安娜·范·隆佩

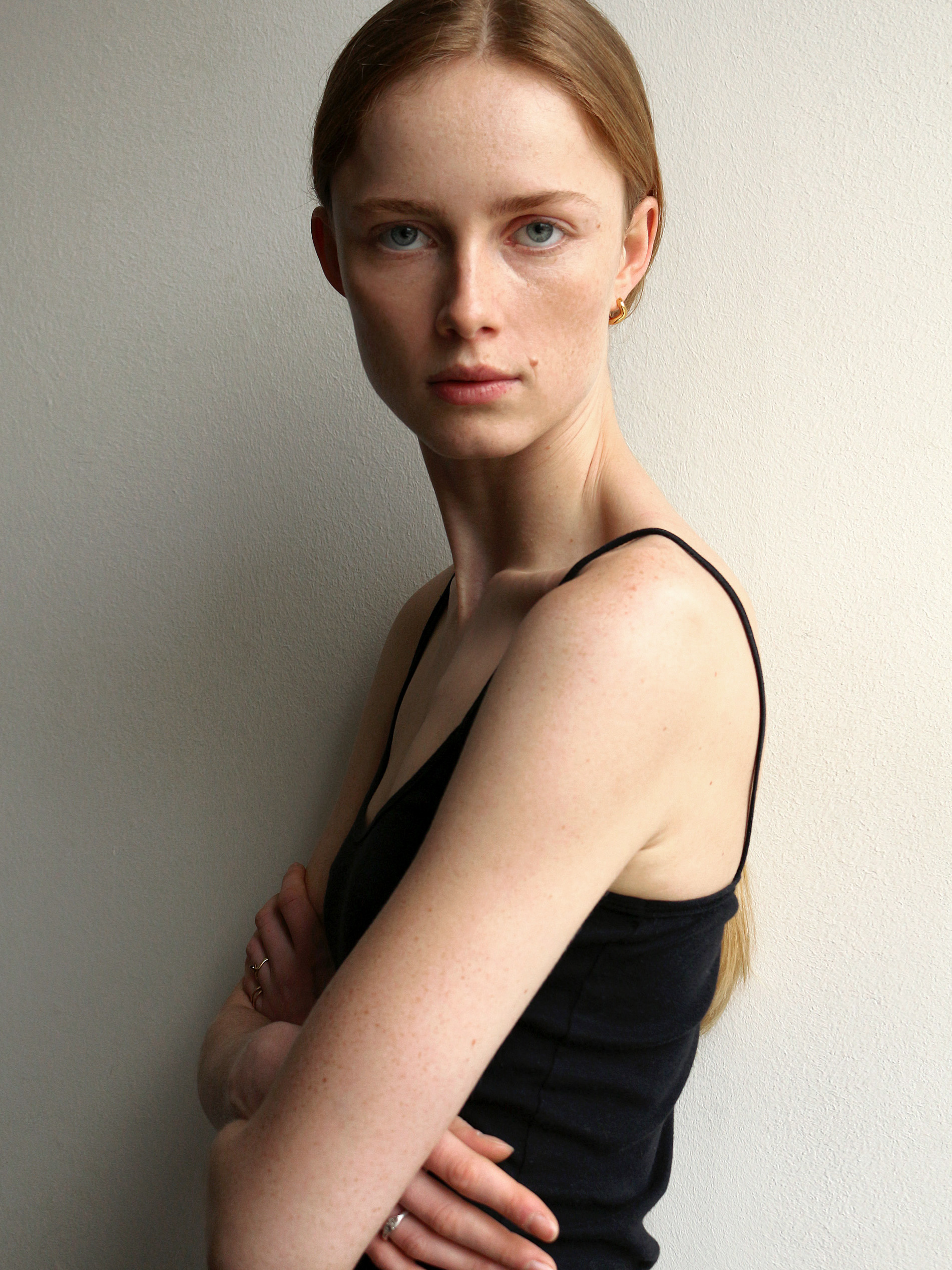
瑞安娜·弗里达·露丝·范·隆佩

瑞安娜·弗里达·露丝·范·隆佩（荷蘭語：Rianne Frida Loes Van Rompaey，1996年1月3日—）是一位荷兰时尚模特，《Vogue》杂志評價她是一位超級名模，范·隆佩曾6度登上《Vogue巴黎》杂志的封面。

## 早年生活
范·隆佩出生在北荷兰省的霍夫多普，后在瓦赫寧恩长大，其父母分别来自荷兰和比利时。范·隆佩在当地的蒙特梭利学校（Montessori School）上学，之后又在邦塔林学院（Pantarijn College）取得了大学前教育文凭。范·隆佩给模特经纪公司Paparazzi Models发去了自己的照片，之后便一边上高中一边当职业模特。

## 生涯
范·隆佩于2013年首次登上杂志，且一连两期《Elle荷兰版》（一月刊和二月刊）上都有她。